# Division I i bandy 1973/1974
Division I i bandy 1973/1974 var Sveriges högsta division i bandy för herrar säsongen 1973/1974. Norrgruppsvinnaren Falu BS lyckades vinna svenska mästerskapet efter seger med 8-4 mot södergruppsvinnaren Katrineholms SK i finalmatchen på Söderstadion i Stockholm den 17 mars 1974.

## Upplägg
Lag 1-4 i respektive grupp av de två geografiskt indelade 10-lagsgrupperna gick till slutspel, och lag 9-10 i respektive grupp flyttades ned till Division II.

## Förlopp
- Skytteligan vanns av Bernt Ericsson, Falu BS med 33 fullträffar.[2].

## Seriespelet

### Division I norra
Spelades 2 december 1973-24 februari 1974.
| Nr | Lag            | S  | V  | O | F  | +/-     | P  |
| -- | -------------- | -- | -- | - | -- | ------- | -- |
| 1  | Falu BS        | 18 | 15 | 0 | 3  | 92 - 40 | 30 |
| 2  | Bollnäs GIF    | 18 | 12 | 1 | 5  | 62 - 34 | 25 |
| 3  | Brobergs IF    | 18 | 10 | 3 | 5  | 60 - 41 | 23 |
| 4  | Ljusdals BK    | 18 | 10 | 2 | 6  | 67 - 50 | 22 |
| 5  | Västanfors IF  | 18 | 9  | 0 | 9  | 61 - 45 | 18 |
| 6  | Sandvikens AIK | 18 | 8  | 2 | 8  | 62 - 59 | 18 |
| 7  | Selångers SK   | 18 | 8  | 1 | 9  | 46 - 56 | 17 |
| 8  | Edsbyns IF     | 18 | 8  | 0 | 10 | 72 - 85 | 16 |
| 9  | Hammarby IF    | 18 | 3  | 2 | 13 | 38 - 86 | 8  |
| 10 | BK Forward     | 18 | 1  | 1 | 16 | 27 - 91 | 3  |

### Division I södra
Spelades 2 december 1973-24 februari 1974.
| Nr | Lag             | S  | V  | O | F  | +/-     | P  |
| -- | --------------- | -- | -- | - | -- | ------- | -- |
| 1  | Katrineholms SK | 18 | 12 | 2 | 4  | 80 - 40 | 26 |
| 2  | Lesjöfors IF    | 18 | 10 | 4 | 4  | 71 - 51 | 24 |
| 3  | Örebro SK       | 18 | 10 | 3 | 5  | 66 - 33 | 23 |
| 4  | IFK Kungälv     | 18 | 9  | 3 | 6  | 47 - 45 | 21 |
| 5  | Västerås SK     | 18 | 9  | 1 | 8  | 51 - 49 | 19 |
| 6  | Värmbols GoIF   | 18 | 8  | 2 | 8  | 56 - 61 | 18 |
| 7  | Villa BK        | 18 | 8  | 1 | 9  | 45 - 59 | 17 |
| 8  | Surte SK        | 18 | 5  | 5 | 8  | 65 - 69 | 15 |
| 9  | Hälleforsnäs IF | 18 | 3  | 5 | 10 | 33 - 54 | 11 |
| 10 | Gripens BK      | 18 | 2  | 2 | 14 | 28 - 81 | 6  |

## Seriematcherna

### Norrgruppen
| - 2 december 1973 Edsbyns IF-Sandvikens AIK 2-6 - 2 december 1973 BK Forward-Brobergs IF 1-8 - 2 december 1973 Hammarby IF-Ljusdals BK 2-3 - 2 december 1973 Selångers SK-Bollnäs GIF 1-6 - 2 december 1973 Västanfors IF-Falu BS 2-3 - 7 december 1973 Bollnäs-Edsbyn 2-4 - 9 december 1973 Broberg-Västanfors 0-3 - 9 december 1973 Falun-Hammarby 2-1 - 9 december 1973 Ljusdal-Selånger 8-2 - 9 december 1973 Sandviken-Forward 5-2 - 16 december 1973 Broberg-Falun 1-8 - 16 december 1973 Edsbyn-Ljusdal 2-5 - 16 december 1973 Forward-Bollnäs 2-5 - 16 december 1973 Selånger-Hammarby 4-1 - 16 december 1973 Västanfors-Sandviken 0-6 - 23 december 1973 Bollnäs-Västanfors 1-6 - 23 december 1973 Falun-Selånger 5-2 - 23 december 1973 Hammarby-Edsbyn 4-5 - 23 december 1973 Ljusdal-Forward 5-1 - 23 december 1973 Sandviken-Broberg 2-2 - 26 december 1973 Broberg-Bollnäs 2-2 - 26 december 1973 Edsbyn-Selånger 8-5 - 26 december 1973 Forward-Falun 3-4 - 26 december 1973 Sandviken-Hammarby 7-1 - 26 december 1973 Västanfors-Ljusdal 5-1 - 30 december 1973 Bollnäs-Sandviken 5-1 - 30 december 1973 Falun-Edsbyn 9-3 - 30 december 1973 Hammarby-Västanfors 4-2 - 30 december 1973 Ljusdal-Broberg 3-1 - 30 december 1973 Selånger-Forward 2-0 - 2 januari 1974 Bollnäs-Ljusdal 3-1 - 2 januari 1974 Forward-Hammarby 2-2 - 2 januari 1974 Sandviken-Falun 2-3 - 2 januari 1974 Västanfors-Edsbyn 8-0 - 3 januari 1974 Broberg-Selånger 2-4 - 6 januari 1974 Edsbyn-Forward 3-0 - 6 januari 1974 Falun-Bollnäs 6-2 - 6 januari 1974 Hammarby-Broberg 2-1 - 6 januari 1974 Ljusdal-Sandviken 6-2 - 6 januari 1974 Selånger-Västanfors 2-0 - 11 januari 1974 Broberg-Edsbyn 2-0 - 13 januari 1974 Bollnäs-Hammarby 3-1 - 13 januari 1974 Forward-Västanfors 1-3 - 13 januari 1974 Ljusdal-Falun 3-4 - 13 januari 1974 Sandviken-Selånger 1-1 | - 16 januari 1974 Edsbyn-Bollnäs 1-5 - 16 januari 1974 Forward-Sandviken 1-4 - 16 januari 1974 Hammarby-Falun 0-9 - 16 januari 1974 Selånger-Ljusdal 3-1 - 16 januari 1974 Västanfors-Broberg 2-3 - 19 januari 1974 Bollnäs-Selånger 4-0 - 20 januari 1974 Broberg-Forward 7-1 - 20 januari 1974 Falun-Västanfors 7-2 - 20 januari 1974 Ljusdal-Hammarby 2-2 - 20 januari 1974 Sandviken-Edsbyn 2-3 - 22 januari 1974 Edsbyn-Broberg 4-5 - 22 januari 1974 Falun-Ljusdal 5-0 - 22 januari 1974 Hammarby-Bollnäs 2-5 - 22 januari 1974 Selånger-Sandviken 5-0 - 22 januari 1974 Västanfors-Forward 4-2 - 3 februari 1974 Broberg-Ljusdal 2-2 - 3 februari 1974 Edsbyn-Falun 6-4 - 3 februari 1974 Forward-Selånger 0-2 - 3 februari 1974 Sandviken-Bollnäs 2-6 - 3 februari 1974 Västanfors-Hammarby 4-0 - 6 februari 1974 Bollnäs-Broberg 0-1 - 6 februari 1974 Falun-Forward 8-0 - 6 februari 1974 Hammarby-Sandviken 3-5 - 6 februari 1974 Ljusdal-Västanfors 4-2 - 6 februari 1974 Selånger-Edsbyn 6-1 - 10 februari 1974 Broberg-Sandviken 3-1 - 10 februari 1974 Edsbyn-Hammarby 10-4 - 10 februari 1974 Forward-Ljusdal 2-7 - 10 februari 1974 Selånger-Falun 2-4 - 10 februari 1974 Västanfors-Bollnäs 0-1 - 15 februari 1974 Falun-Broberg 2-6 - 17 februari 1974 Bollnäs-Forward 8-0 - 17 februari 1974 Hammarby-Selånger 5-4 - 17 februari 1974 Ljusdal-Edsbyn 8-2 - 17 februari 1974 Sandviken-Västanfors 5-3 - 20 februari 1974 Edsbyn-Västanfors 5-8 - 20 februari 1974 Falun-Sandviken 8-3 - 20 februari 1974 Hammarby-Forward 1-7 - 20 februari 1974 Ljusdal-Bollnäs 3-2 - 20 februari 1974 Selånger-Broberg 1-3 - 24 februari 1974 Bollnäs-Falun 2-1 - 24 februari 1974 Broberg-Hammarby 11-3 - 24 februari 1974 Forward-Edsbyn 2-13 - 24 februari 1974 Sandviken-Ljusdal 8-5 - 24 februari 1974 Västanfors-Selånger 7-0 |

### Södergruppen
| - 2 december 1973 Gripens BK-Västerås SK 0-2 - 2 december 1973 Katrineholms SK-IFK Kungälv 4-1 - 2 december 1973 Lesjöfors IF-Villa BK 10-2 - 2 december 1973 Surte SK-Örebro SK 4-4 - 4 december 1973 Hälleforsnäs IF-Värmbol GoIF 2-2 - 9 december 1973 Kungälv-Gripen 3-1 - 9 december 1973 Villa-Surte 5-1 - 9 december 1973 Värmbol-Katrineholm 2-8 - 9 december 1973 Västerås-Lesjöfors 2-1 - 9 december 1973 Örebro-Hälleforsnäs 0-1 - 16 december 1973 Gripen-Värmbol 0-3 - 16 december 1973 Hälleforsnäs-Surte 2-4 - 16 december 1973 Katrineholm-Örebro 4-1 - 16 december 1973 Lesjöfors-Kungälv 5-2 - 16 december 1973 Västerås-Villa 7-1 - 22 december 1973 Surte-Katrineholm 3-4 - 23 december 1973 Kungälv-Västerås 2-3 - 23 december 1973 Villa-Hälleforsnäs 2-6 - 23 december 1973 Värmbol-Lesjöfors 8-2 - 23 december 1973 Örebro-Gripen 9-0 - 26 december 1973 Gripen-Villa 2-3 - 26 december 1973 Katrineholm-Hälleforsnäs 5-5 - 26 december 1973 Kungälv-Surte 3-1 - 26 december 1973 Lesjöfors-Örebro 4-3 - 26 december 1973 Västerås-Värmbol 4-3 - 30 december 1973 Hälleforsnäs-Gripen 3-3 - 30 december 1973 Surte-Lesjöfors 2-5 - 30 december 1973 Villa-Katrineholm 2-1 - 30 december 1973 Värmbol-Kungälv 0-1 - 30 december 1973 Örebro-Västerås 5-1 - 2 januari 1974 Gripen-Surte 5-2 - 2 januari 1974 Kungälv-Villa 4-2 - 2 januari 1974 Lesjöfors-Katrineholm 4-4 - 2 januari 1974 Värmbol-Örebro 3-3 - 2 januari 1974 Västerås-Hälleforsnäs 3-0 - 5 januari 1974 Katrineholm-Gripen 6-1 - 6 januari 1974 Hälleforsnäs-Lesjöfors 1-5 - 6 januari 1974 Surte-Västerås 6-3 - 6 januari 1974 Villa-Värmbol 2-3 - 6 januari 1974 Örebro-Kungälv 1-1 - 13 januari 1974 Kungälv-Hälleforsnäs 2-0 - 13 januari 1974 Lesjöfors-Gripen 4-2 - 13 januari 1974 Villa-Örebro 0-2 - 13 januari 1974 Värmbol-Surte 5-4 - 13 januari 1974 Västerås-Katrineholm 5-8 | - 16 januari 1974 Gripen-Kungälv 2-5 - 16 januari 1974 Katrineholm-Värmbol 5-1 - 16 januari 1974 Lesjöfors-Västerås 3-2 - 16 januari 1974 Surte-Villa 4-4 - 17 januari 1974 Hälleforsnäs-Örebro 3-2 - 20 januari 1974 Kungälv-Katrineholm 2-1 - 20 januari 1974 Villa-Lesjöfors 1-5 - 20 januari 1974 Värmbol-Hälleforsnäs 4-1 - 20 januari 1974 Västerås-Gripen 2-3 - 20 januari 1974 Örebro-Surte 5-0 - 22 januari 1974 Gripen-Lesjöfors 0-3 - 22 januari 1974 Hälleforsnäs-Kungälv 1-2 - 22 januari 1974 Katrineholm-Västerås 2-3 - 22 januari 1974 Surte-Värmbol 5-4 - 22 januari 1974 Örebro-Villa 4-0 - 3 februari 1974 Gripen-Hälleforsnäs 2-2 - 3 februari 1974 Katrineholm-Villa 2-4 - 3 februari 1974 Kungälv-Värmbol 3-4 - 3 februari 1974 Lesjöfors-Surte 3-3 - 3 februari 1974 Västerås-Örebro 1-2 - 6 februari 1974 Surte-Kungälv 4-4 - 6 februari 1974 Villa-Gripen 3-1 - 6 februari 1974 Örebro-Lesjöfors 5-3 - 7 februari 1974 Värmbol-Västerås 4-1 - 8 februari 1974 Hälleforsnäs-Katrineholm 1-4 - 10 februari 1974 Gripen-Örebro 1-6 - 10 februari 1974 Hälleforsnäs-Villa 0-1 - 10 februari 1974 Katrineholm-Surte 4-1 - 10 februari 1974 Lesjöfors-Värmbol 5-1 - 10 februari 1974 Västerås-Kungälv 4-3 - 17 februari 1974 Kungälv-Lesjöfors 2-2 - 17 februari 1974 Surte-Hälleforsnäs 6-1 - 17 februari 1974 Villa-Västerås 2-1 - 17 februari 1974 Värmbol-Gripen 6-1 - 17 februari 1974 Örebro-Katrineholm 1-3 - 20 februari 1974 Hälleforsnäs-Västerås 0-3 - 20 februari 1974 Katrineholm-Lesjöfors 7-3 - 20 februari 1974 Surte-Gripen 11-4 - 20 februari 1974 Villa-Kungälv 3-4 - 20 februari 1974 Örebro-Värmbol 6-1 - 24 februari 1974 Gripen-Katrineholm 0-8 - 24 februari 1974 Kungälv-Örebro 3-7 - 24 februari 1974 Lesjöfors-Hälleforsnäs 4-4 - 24 februari 1974 Värmbol-Villa 2-8 - 24 februari 1974 Västerås-Surte 4-4 |

## Slutspel om svenska mästerskapet 1974

### Kvartsfinaler (bäst av tre matcher)
- 27 februari 1974: Bollnäs GIF-Örebro SK 0-2
- 27 februari 1974: Katrineholms SK-Ljusdals BK 4-4
- 27 februari 1974: Lesjöfors IF-Brobergs IF 4-4
- 27 februari 1974: Falu BS-IFK Kungälv 9-2

- 3 mars 1974: Örebro SK-Bollnäs GIF 1-1 *
- 3 mars 1974: Ljusdals BK-Katrineholms SK 2-6 *
- 3 mars 1974: Brobergs IF-Lesjöfors IF 4-6 *
- 3 mars 1974: IFK Kungälv-Falu BS 2-0

- 5 mars 1974: Falu BS-IFK Kungälv 5-2 (Örebro)

- Vid denna tid tillämpades inte förlängning. Enligt samtida regler räckte en oavgjord match och en vinst för att gå vidare.

### Semifinaler (bäst av tre matcher)
- 8 mars 1974: Örebro SK-Katrineholms SK 4-5
- 8 mars 1974: Falu BS-Lesjöfors IF 6-1

- 10 mars 1974: Katrineholms SK-Örebro SK 2-2 *
- 10 mars 1974: Lesjöfors IF-Falu BS 1-5

- Vid denna tid tillämpades inte förlängning. Enligt samtida regler räckte en oavgjord match och en vinst för att gå vidare.

### Final
- 17 mars 1974: Falu BS-Katrineholms SK 3-0 (Söderstadion, Stockholm)

## Svenska mästarna
Mall:Falu BS BK 1973/1974